# جير جونسون
جير جونسون (بالنرويجية البوكمول: Geir Johnson)‏ هو موسيقي وملحن نرويجي، ولد في 1953 في فريدريكستاد في النرويج.

## روابط خارجية
- جير جونسون على موقع IMDb (الإنجليزية)
- جير جونسون على موقع ميوزك برينز (الإنجليزية)
- جير جونسون على موقع أول ميوزيك (الإنجليزية)